# جودي ماكدونالد
جودي ماكدونالد (بالإنجليزية: Judy MacDonald)‏ (1964)؛ صحفية وروائية كندية.